# Mesoleuca herzi
Mesoleuca herzi là một loài bướm đêm trong họ Geometridae.